# 안토니누스 피우스 원주
안토니누스 피우스 원주(이탈리아어: Colonna di Antonino Pio)는 이탈리아 로마에 있는 전승기념탑으로, 서기 161년 로마 황제 안토니누스 피우스에게 헌정되었으며 현재 치토리오 언덕의 가장 자리에 있는 캄푸스 마르티우스에 있었다.  그의 후임자들인 마르쿠스 아우렐리우스와 루키우스 베루스가 설치하였다.

## 역사

### 건설

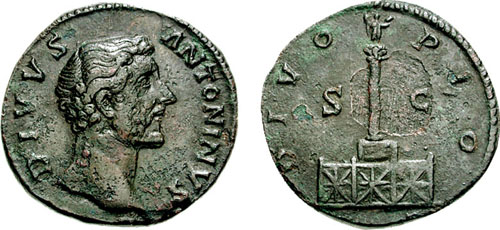
안토니누스 조각상이 올려져 있던 원주를 나타내는 주화

원주 자체는 높이 14.75 미터 (48.4 ft)에 지름 1.9 미터 (6 ft 3 in)이었고 적색 화강암으로 지어졌으며, 유사한 원주인 트라야누스 원주 및 마르쿠스 아우렐리우스 원주와는 다르게 부조로 장식되어 있지 않았다. 서기 106년에 채석되었다 (하단에 있는 석공들의 명각에 따르면, IG xiv.2421.1). 건축적으로, 이 원주는 북쪽으로 25 미터 (82 ft) 거리에 있는 우스트리눔에 속하고, 신격화 된 장면이 같은 방향을 바라보고 있으며, 안토니누스 황제 사후 발행된 주화에서 보이는 것처럼 안토니누스의 조각상이 원주 위에 올려져 있었다 (Cohen, Ant. Pius 353‑6).

### 재발견

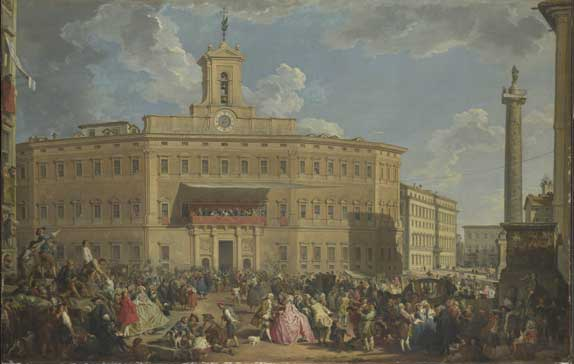
마르쿠스 아우렐리우스 원주를 배경으로 한, 1747년 파니니의 몬테치토리오 궁전 그림에서 안토니누스 피우스 원주의 주초 (우측에 위치하며 데쿠르시오 장면 중 하나가 나타나 있다).

18세기 이전에 주초는 완전히 묻혀 있었지만, 주신 (shaft)의 하단은 지면에서 약 6m 정도 돌출되어 있었다. 1703년, 몬테치토리오 지역에 있던 일부 건축물들을 철거할 때, 원주의 나머지 부분과 주초가 발견되고 발굴되었다. 원주는 카를로 폰타나의 아들 프란체스코 (1668년-1708년)가 지상에서 끌어올렸으나, 이것을 어떻게 쓸 것인가에 대해서는 결정된 게 없었다. 창고의 바닥에 방치된 상태로 있었다가, 1759년 화재로 인한 손상을 입었다. 1764년 곧바로 수리하려는 시도가 있었으나 성공하지 못했고, 일부 조각들이 1789년 당시 현재 몬테치토리오 광장에 위치한 아우구스투스 오벨리스크를 복원하는 데 사용되었다.
한편, 주초 (하얀색 이탈리아제 대리석으로 제작)는 1706–08년에 걸쳐 복원되었고 1741년 페르디난도 푸가가 몬테치토리오 궁전 중심부에 배치시켰다가, 1787년 바티칸 박물관으로 옮겨져, 피냐 안뜰의 미켈란젤로 벽감에 있었다가, 바티칸 회화관 정문 바깥 쪽 안쪽에 있는 현 위치로 이동됐다.

## 주초의 도상학
주초의 한쪽에는 봉납 목적의 비문이 새겨져 있으며 (CIL vi.1004), 두 곳에는 장례 성격의 '데쿠르시오' 또는 '데쿠르수스' 장면 (로마 기병대의 의식)이, 나머지 한쪽에는 황제와 그의 아내의 신격화 또는 신들인 그들의 승천이 나타나 있다.

### 신격화 장면

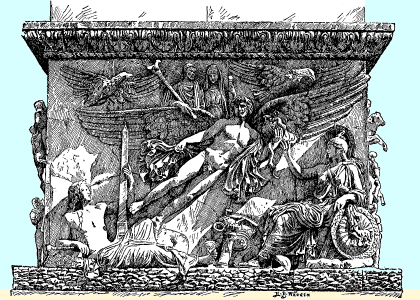
신격화 장면

때로는 아이온 (영원)으로 인식되는, 날개 달린 게니우스 한 명이 안토니누스와 그의 아내 파우스티나를 천상으로 데려가고 있다. 안토니누스 황제는 독수리가 씌어져 있는 셉터를 쥐고 있으며, 동시에 독수리들이 이들 위쪽으로 날아가고 있다.
오벨리스크를 들고 있는 인물화 된 남성 (좌측)은 캄푸스 마르티우스를 상징한다. 아우구스투스는 이 오벨리스크를 해시계로서 그곳에 배치시켰고 이 주변은 황제의 신격화 의식들을 위한 장소이었다. 황제를 칭송하고 있는, 갑옷을 입은 인물화 된 여성 (우측)은 로마를 나타내는 것이고, 그녀의 방패에서는 암늑대의 젖을 빨고 있는, 전설상의 로마 시조 로물루스와 레무스를 묘사고 있다.

### 데쿠르시오
주초 중에 두 개 장면은 거의 같은 형태를 하고 있는데, 기병대원들이 서 있는 인물들 주위를 돌고 있으며, 그중 두 명은 군기를 들고 있고, 나머지는 완전 무장한 상태이다. 공간감과 원근감이 부족하여, 이 장면들은 양식적 세련미의 부족으로 비판받는다. 자연스러움 대신에, 원형의 이동 모습을 조감도와 지상에서 바라보는 모습이 나타나 있다. 이 장면들의 반복은 안토니누스 피우스의 뒤를 이은 이들이 마르쿠스 아우렐리우스와 루키우스 베루스 등 두 명의 황제인 점에서 잘 설명되며, 이 둘은 후자가 사망할 때까지 공동 통치를 했다. '데쿠르시오'의 묘사뿐만 아니라, 비문의 언어에서도 두 공동 황제로의 안정적이고 정당한 권력 이양을 나타낸다고 볼 수 있다.

## 참고 문헌
- Mitt. 1889, 41‑48
- S.Sculpt. 270‑3
- SScR 249‑253; LS iii.145
- Amelung, Kat. Vat. i. pp. 883‑893
- Vogel, L., The Column of Antoninus Pius, Harvard University Press, 1973